# Готнаволок
Готна́волок (карел. Vahromie) — деревня в Кондопожском районе Республики Карелия Российской Федерации. Входит в состав Петровского сельского поселения.

## География
Деревня находится на юго-западном берегу озера Мунозеро.

## Население
| 2002 | 2009 | 2010 | 2013 |
| ---- | ---- | ---- | ---- |
| 237  | ↘217 | ↗227 | ↘188 |

## Улицы
В деревне имеется одна улица — Новая.